# Cembalea plumosa
Cembalea plumosa là một loài nhện trong họ Salticidae.
Loài này thuộc chi Cembalea. Cembalea plumosa được Roger de Lessert miêu tả năm 1925.